# Psoralea canescens
Psoralea canescens är en ärtväxtart som beskrevs av André Michaux. Psoralea canescens ingår i släktet Psoralea och familjen ärtväxter. Inga underarter finns listade i Catalogue of Life.